# Catacumbas de Lima
Las Criptas de Lima es uno de los cementerios más antiguos y famosos que se ubican en Lima, la capital del Perú. Consiste en una amplia red de túneles y criptas subterráneas, que funcionan como osarios, localizados en la Basílica y Convento de San Francisco de Lima.

## Historia
Con la llegada de los españoles a Sudamérica a mediados del siglo XVI, los colonos empiezan a sentar las bases del que sería el Virreinato del Perú. En sus inicios, la sepultura solía realizarse en el subsuelo de los templos, en la creencia que se permanecía más cerca de Dios, reposando en suelo sagrado. En cada iglesia se construyeron bóvedas subterráneas para este fin. De este modo, en el año de 1546 se levanta inicialmente lo que hoy se conoce como conjunto monumental de San Francisco, compuesto por tres iglesias: San Francisco, La Soledad y El Milagro, que con sus áreas de patios y claustros, constituyen lo que hoy se llama Convento de San Francisco. Las criptas como tales funcionaron legalmente hasta el año 1810, llegando a albergar un total de 25.000 cuerpos, si bien mantuvo inhumaciones hasta mediados del siglo XIX. 
Al interior de las catacumbas existen cinco pozos de cerca de diez metros de profundidad, que contienen osamentas. Tales pozos tenían la finalidad de proteger la antigua edificación de fuertes sismos. El área total de estas criptas no se ha llegado a determinar aún y se cree posible que exista una comunicación entre sus galerías con el Palacio de Gobierno y la cercana estación de Desamparados e incluso, el puerto del Callao.
En su construcción fueron empleados ladrillos y calicanto (una mezcla de cal, arena y clara de huevo) Se distinguen una serie de criptas o bóvedas sepulcrales, las cuales habrían estado destinadas a las cofradías, benefactores, familias pudientes, construidas debajo de los altares laterales. Hasta el derrumbamiento de 1656, las bóvedas sepulcrales eran independientes e incomunicadas, estaban ubicadas debajo de las naves laterales, ocupadas por pequeñas capillas cerradas que eran de propiedad de patronos y cofradías. Después de esa fecha, en que parte del templo se derrumbó por fallas en la construcción original, se reestructuró, abriendo los cimientos de la Iglesia. Se excavó el sector central de crucero y de la nave central. Al haber descubierto las anteriores bóvedas independientes, se las comunicó entre sí, y con las nuevas, abriendo puertas y pasadizos en los muros primitivos. El artífice fue el arquitecto portugués Constantino de Vasconcelos en el año 1672. Luego de terminada la Iglesia de San Francisco en 1672, no se abrieron nuevas bóvedas sepulcrales.
La existencia de otras catacumbas cercanas podría abarcar desde un extremo de la Catedral de Lima, pasando al norte por la Basílica y Convento de San Francisco de Lima, expandiéndose también por el sur de la ciudad hacia el Convento de Santo Domingo. Recientemente en el año 2008 se descubrió nuevos pasajes y callejones secretos en la Iglesia de Santa Ana. a mediados de 1770 el Virrey de Manuel de Amat y Juniet tenía planes de expandir más el lugar, haciendo nuevos pozos para más cadáveres y féretros reales una vez que cada virrey muriese en Ciudad de los Reyes, el plan no se completó y se quedó a mitad de una gran ciudad cementerio subterránea. 
Las catacumbas dejaron de ser usadas como espacios para la inhumación legal, a partir de un decreto de 1821, firmado por don José de San Martín, privilegiándose la aparición de los cementerios laicos, en terrenos destinados a este fin, lejos de los recintos de culto religioso, dentro de un proceso de secularización social, producto de los movimientos independentistas. Las catacumbas de San Francisco permanecieron clausuradas hasta el siglo XX, cuando, hacia 1947, se consiguió el acceso a pasajes y galerías obstruidos, para efectuar trabajos de excavaciones, limpieza e instalaciones de luz; tres años después en 1950 las catacumbas quedaron abiertas al público. En el extenso recorrido, se aprecian techos abovedados planos, unidos por pasajes y arcos de medio punto construidos con ladrillos, calicanto y argamasa. Se observan  fosas rectangulares de cuatro metros de profundidad, con los restos óseos  de personalidades de época. Hay cinco pozos sísmicos que son osarios a la vez. En la actualidad, aún existen galerías que no se han destapado y a las que el público no  tiene acceso. En el año 1983 se efectuaron una serie de investigaciones arqueológicas e históricas, que aún continúan, con el fin de identificar y datar los cuerpos.
Personas célebres sepultadas en las catacumbas de San Francisco:
El arquitecto portugués Constantino de Vasconcellos, cuyo sepulcro desapareció en 1805 durante la remodelación iniciada por el presbítero Matías Maestro, el Marqués de Castell Dos Rius, sepultado el 24 de abril de 1710, don García Sarmiento de Sotomayor y Luna, Conde de Salvatierra, XVII Virrey del Perú, inhumado en 1659, Don Manuel de OMS y Santa Pau Senmanant y De Lanuza. En la cripta de los Venerables, Fray Juan Gómez, inmortalizado por Ricardo Palma en el libro  Tradiciones Peruanas. Está enterrado Fray Ramón y Tagle y Bracho, hijo de los Marqueses de Torre Tagle, en 1780, Fray Andrés Corso, unos de los fundadores del Convento de los Descalzos en el Rímac, sepultado en 1620. También se halla sepultado en ese lugar el Padre Fray José Francisco de Guadalupe Mojica OFM, famoso cantante mexicano de ópera y actor de cine de Hollywood, quien ingresa a la Orden Franciscana a la edad de 46 años, el 8 de marzo de 1942 y falleció en Lima el 20 de septiembre de 1974.
Si bien existen catacumbas en todas las capitales coloniales americanas, sin duda, las catacumbas de Lima son las más grandes catacumbas a nivel sudamericano y las mejor conservadas. En su extensión, solo es superada por las Catacumbas de París en Francia.
Las catacumbas se pueden visitar de lunes a domingo, de 9 a. m. a 6:00 p. m. S/20. Plazuela San Francisco (esquina de jirones Áncash y Lampa, Centro de Lima). El recorrido subterráneo tiene una duración aproximada de media hora.